# Lil Mabu
Matthew Peter DeLuca (Manhattan, Nueva York, 4 de abril de 2005), conocido por su nombre artístico Lil Mabu, es un rapero estadounidense que reside en Nueva York.

## Carrera musical
DeLuca comenzó su carrera de rapero en 2019 con la canción «Man Down». Ganó impulso con el lanzamiento de su canción «Miss Me» en el 2020. En 2022, la primera canción del Mixtape de DeLuca «No Snitching», una colaboración con Dusty Locane, y ganó aún más popularidad en TikTok . El mixtape debut de DeLuca titulado Double M's, se lanzó el 30 de junio de 2022. que contó con apariciones especiales de Sha EK, Dougie B, DThang y Rah Swish.
El 23 de diciembre del 2022, lanzó una canción titulada «Throw» con el rapero neoyorquino DD Osama, que fue el video musical número uno en tendencia en YouTube durante una semana en el momento de su lanzamiento.
En mayo de 2023, DeLuca su sencillo, de título «Mathematical Disrespect». Alcanzó las listas de Estados Unidos, Reino Unido e Irlanda, convirtiéndose en su primera entrada en cualquier lista de música importante mundial. Un mes después, se graduó de la escuela secundaria y lanzó otro sencillo, titulado «Rich Scholar». El 22 de agosto de 2023 anunció que iría a la universidad y el 1 de septiembre lanzó el sencillo «At What Cost?» acompañado de un video musical.
El 17 de octubre de 2023, Mabu y la rapera Chrisean Rock lanzaron «Mr. Take Ya Bitch», un tema dirigido a Blueface y Wack 100. Rápidamente entró en las listas Hot R&B/Hip-Hop Songs de Billboard, alcanzando el número 33, y en las listas TikTok Billboard Top 50, alcanzando el número uno el 2 de noviembre de 2023.
El 21 de diciembre de 2023, Mabu y el rapero Fivio Foreign lanzaron «Teach Me How To Drill», acompañado de un video musical, que fue el video musical número uno en YouTube en un momento dado.
Además, Mabu ha trabajado con Chrisean Rock, DD Osama, Fivio Foreign, R3ady, Sha Ek, Rah Swish, DUSTY LOCANE, NLE Choppa, Lil Baby, Lil RT, B-Lovee, Acraze y YoungBoy Never Broke Again.

## Vida privada
Matthew (Lil Mabu/DeLuca) tiene 1 hermano. Su aspirante a hermano mayor falleció en el derrumbe de una casa en 1987.
DeLuca se graduó en la escuela Collegiate School, una escuela privada ubicada en Manhattan. En 2023 recibió algunas críticas por el contenido violento en las líricas de su música, a pesar de su lujoso estilo de vida.  Actualmente es estudiante de la Universidad de Emory.

## Discografía

### Mixtapes
| Título     | Detalles del Mixtape                                                                           |
| ---------- | ---------------------------------------------------------------------------------------------- |
| Double M's | - Lanzamiento: 30 de junio de 2022 - Sello: Autoeditado - Formato: Descarga digital, streaming |

### Sencillos registrados
| Título                      | Año  | Posiciones más altas en el gráfico | Posiciones más altas en el gráfico | Posiciones más altas en el gráfico | Posiciones más altas en el gráfico | Posiciones más altas en el gráfico | Posiciones más altas en el gráfico | Posiciones más altas en el gráfico | Posiciones más altas en el gráfico | Posiciones más altas en el gráfico | Álbum |
| Título                      | Año  | EE.UU                              | EE.UU R&B/HH                       | EE.UU Rap                          | AUS                                | CAN                                | IRL                                | NZ                                 | R                                  | GLOBAL                             | Álbum |
| --------------------------- | ---- | ---------------------------------- | ---------------------------------- | ---------------------------------- | ---------------------------------- | ---------------------------------- | ---------------------------------- | ---------------------------------- | ---------------------------------- | ---------------------------------- | ----- |
| " MATHEMATICAL DISRESPECT " | 2023 | 47                                 | 13                                 | 7                                  | 21                                 | 21                                 | 26                                 | 23                                 | 27                                 | 78                                 | no    |
| "RICH SCHOLAR"              | 2023 | —                                  | —                                  | —                                  | —                                  | —                                  | —                                  | -                                  | —                                  | —                                  | no    |